# 푸르디푸른 이 지구에
〈푸르디푸른 이 지구에〉(일본어: 青い青いこの地球に 아오이아오이코노호시니[*])는 우에하라 아즈미의 싱글이다. CD코드는 GZCA-2019.

## 수록곡
1. 푸르디푸른 이 지구에(青い青いこの地球に)
  - 작사: 우에하라 아즈미, 아즈키 나나, 작곡: 오노 아이카, 편곡: 오시리 쿠론
2. 푸르디푸른 이 지구에 (Short Ver.Little boy blue mix)
3. Precious Days
  - 작사: 우에하라 아즈미, 작곡: 카와시마 다리아, 편곡: 오시리 쿠론
4. 푸르디푸른 이 지구에 (Long Ver.Remix)
5. 푸르디푸른 이 지구에 (Instrumental)

## 타이업
- TV 애니메이션 《명탐정 코난》 (요미우리 TV) 닫는 곡

| TV 애니메이션 《명탐정 코난》 닫는 곡 2001년 8월 27일 (248화) ~ 2002년 1월 21일 (265화) |                                          |                                            |
| 이전 곡: 쿠라키 마이 〈always〉                                                         | 우에하라 아즈미 〈푸르디푸른 이 지구에〉 | 다음 곡: 가넷 크로우 〈꿈을 꾸고 난 후에〉 |